# 椿あす
椿 あす（つばき あす、4月16日 - ）は、日本の漫画家。長崎県佐世保市出身。女性。
血液型はA型。代々木アニメーション学院卒業。
2000年、女装少年ものの『Healthy Love』で月例マンガ賞GIガンガン杯特別奨励賞を受賞、同年4月号に掲載されデビュー。
元夫は漫画原作者のまっつー（2008年6月に正式離婚）。まっつーと組んで描いた『これが私の御主人様』はアニメ化もされた。以前はフェレットを飼っており、その様子を漫画にした作品『小松くん日和』もある。

## 作品リスト
- これが私の御主人様「ガンガンパワード」（原作：まっつー）
- 世界のキズナ　表紙・挿絵「有澤透世著、角川スニーカー文庫 」
- 小松くん日和「ガンガンパワード」→「ガンガンONLINE」
- メイドをねらえ! 〜中林校長の野望〜「ドラゴンエイジピュア」（原作：まっつー）
- バンソウコウの誘惑「ドラゴンエイジピュア」
- 僕は先輩の○○○、表紙イラスト「先輩アンソロジー」
- HONEY CRUSH「コミック百合姫S」
- Charmant Boy「女装少年アンソロジー」
- comicリリィ Vol.1 表紙イラスト、RICE RIVER COMICS
- もし高校野球の女子マネージャーがドラッカーの『マネジメント』を読んだら「スーパージャンプ」→「グランドジャンプPREMIUM」（原作：岩崎夏海、キャラクター原案：ゆきうさぎ）
- 長崎市猫の適正飼養ガイドライン〔改訂版〕冊子イラスト
- 綴-目を開けて見えた景色-「ガンガンＪＯＫＥＲ」